# Christoph Menke

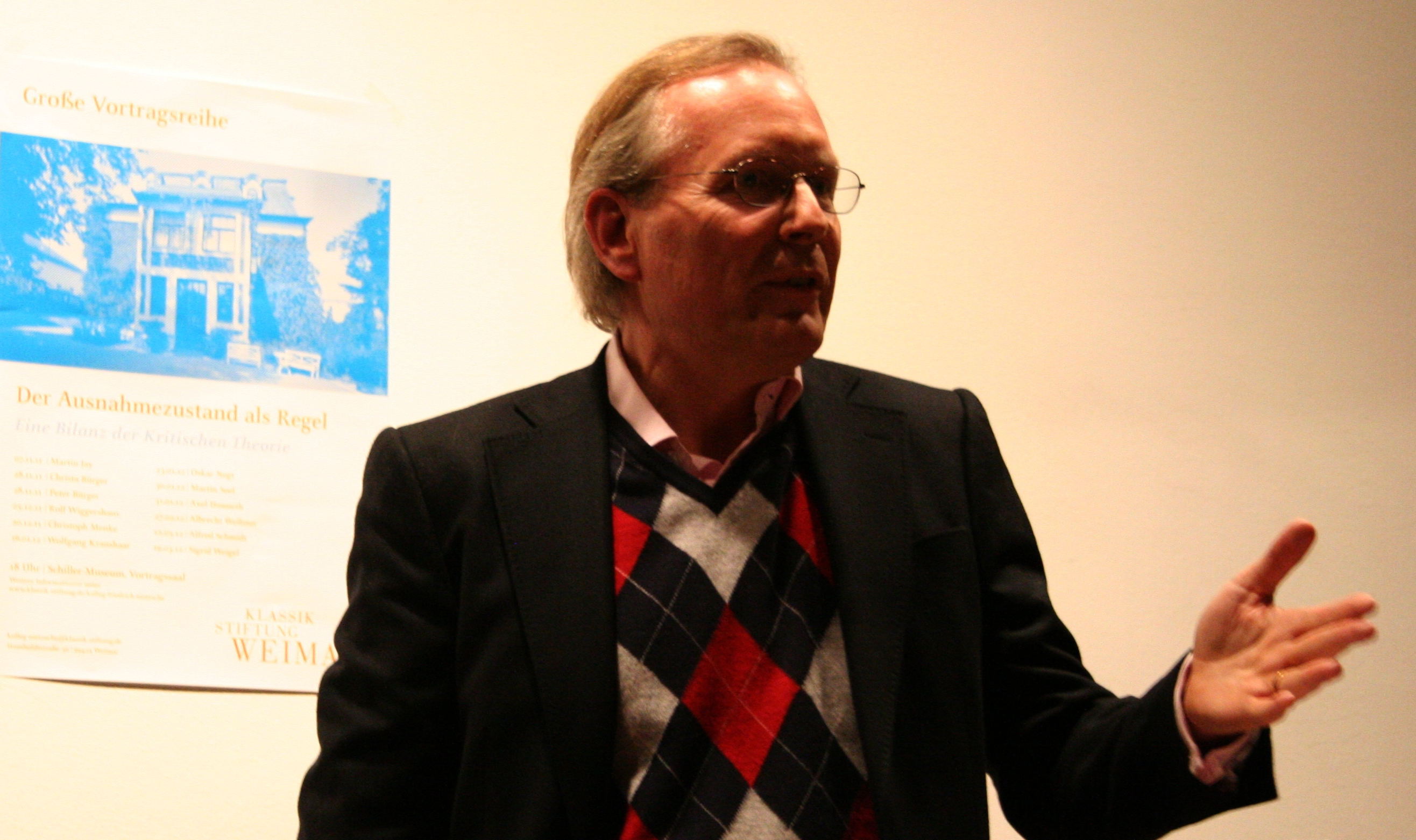
Christoph Menke (2011)

Christoph Menke (* 22. November 1958 in Köln) ist ein deutscher Philosoph und Germanist und seit 2009 Professor für Philosophie in Frankfurt am Main. Er gilt als wichtiger Vertreter der 'dritten Generation' der Frankfurter Schule.

## Leben
Menke studierte von 1977 bis 1980 Philosophie, Germanistik und Kunstgeschichte in Heidelberg, von 1980 bis 1983 Germanistik sowie Philosophie bei Albrecht Wellmer in Konstanz. Dort wurde er 1987 mit einer Dissertation zum Thema: Nach der Hermeneutik. Zur Negativität ästhetischer Erfahrung promoviert. Die Habilitation erfolgte 1995 an der Freien Universität Berlin aufgrund der Schrift Tragödie im Sittlichen. Hegel und die Freiheit der Moderne. Von 1988 bis 1991 war Menke Assistent an der Universität Konstanz, von 1991 bis 1997 in Berlin, von 1997 bis 1999 Associate Professor an der New School for Social Research, New York, anschließend Professor für Philosophie mit Schwerpunkt Ethik und Ästhetik an der Universität Potsdam, seit dem Sommersemester 2009 eine Professur für Praktische Philosophie (unter besonderer Berücksichtigung der Rechtsphilosophie und der politischen Philosophie) im Exzellenzcluster Normative Orders an der Johann-Wolfgang-von-Goethe-Universität in Frankfurt am Main.
Darüber hinaus nahm Menke folgende Funktionen wahr: von 1995 bis 2004 Mitantragsteller des Graduiertenkollegs Repräsentation-Rhetorik-Wissen an der Europa-Universität Viadrina in Frankfurt (Oder); ab 2001 Ko-Direktor des Menschenrechtszentrums der Universität Potsdam; ab 2003 Projektleiter im SFB 626 Ästhetische Erfahrung im Zeichen der Entgrenzung der Künste; ab 2005 Sprecher des Graduiertenkollegs Lebensformen und Lebenswissen.
Menke war außerdem Heisenberg-Stipendiat und hatte Vertretungs- und Gastdozenturen an der Universität Potsdam, an der FU Berlin, an der Universidad Nacional Autónoma de México in Mexiko-Stadt, an der New School for Social Research und der Columbia University (beide New York) inne und war von 2003 bis 2005 Fellow am Max Weber-Kolleg für sozial- und kulturwissenschaftliche Forschung der Universität Erfurt. Menke gehört den Editorial Boards verschiedener Fachzeitschriften an (Constellations: An International Journal of Critical and Democratic Theory; Philosophy and Social Criticism; Revue d'Esthétique; Polar).
Er ist der Bruder der in Erfurt lehrenden Literaturwissenschaftlerin Bettine Menke.

## Forschungsschwerpunkte
Menke arbeitet schwerpunktmäßig zu Themen der Politischen und Rechtsphilosophie (Demokratie und Gleichheit; Geschichte und Begriff subjektiver Rechte; Menschenrechte), zu Theorien der Subjektivität (Fähigkeiten und Handeln; Geist und innere Natur), zur Ethik (Gelingen und Misslingen; Theorien des Tragischen) und zur Ästhetik (Ästhetik der Moderne; Tragödie und Theater). Seit dem Sommersemester 2009 leitet Menke das Forschungsprojekt Normativität und Freiheit im Exzellenzcluster Normative Orders, in dem untersucht werden soll, wie Freiheit als soziale Normativität begründet und weshalb Freiheit immer zugleich Freiheit von sozialer Teilhabe und damit von Normativität ist. Besondere Aufmerksamkeit wird vor diesem Hintergrund der Figur subjektiver Rechte gewidmet, welche die Form der Regierung moderner Gesellschaften kennzeichnet.

## Veröffentlichungen (Auswahl)
Monographien
- Die Souveränität der Kunst: Ästhetische Erfahrung nach Adorno und Derrida, Frankfurt/Main: Athenäum 1988; Überarbeitete Taschenbuchausgabe Frankfurt/Main: Suhrkamp 1991, 2. Aufl. 2000.
  - Französische Übersetzung: Paris: Armand Colin 1994.
  - Spanische Übersetzung: Madrid: Visor 1996 (La balsa de la Medusa, 85).
  - Englische Übersetzung: Cambridge, Mass.: MIT Press 1998 (Paperback 1999).
- Tragödie im Sittlichen. Gerechtigkeit und Freiheit nach Hegel, Frankfurt/Main: Suhrkamp 1996.
- Spiegelungen der Gleichheit, Berlin: Akademie 2000; Spiegelungen der Gleichheit. Politische Philosophie nach Adorno und Derrida, erweiterte Taschenbuchausgabe, Frankfurt am Main: Suhrkamp 2004.
  - Englische Übersetzung: Stanford: Stanford University Press 2006.
- Die Gegenwart der Tragödie. Versuch über Urteil und Spiel, Frankfurt am Main: Suhrkamp 2005.
  - Kroatische Übersetzung: Zagreb 2008.
  - Spanische Übersetzung: Madrid: Machado 2008 (La balsa de la Medusa, 165).
  - Englische Übersetzung: Tragic Play: Irony and Theater from Sophocles to Beckett, transl. James Phillips; New York: Columbia University Press 2009; Rezension von Joshua Billings, in: Bryn Mawr Classical Review 2009.10.63
- (mit Arnd Pollmann): Philosophie der Menschenrechte. Zur Einführung, Hamburg: Junius 2007.
- Kraft. Ein Grundbegriff ästhetischer Anthropologie, Frankfurt am Main: Suhrkamp 2008; Buchbesprechung von Michael Mayer, in: artnet, 22. Januar 2009 
  - Spanische Übersetzung: Fuerza. Un concepto fundamental de la antropología estética, Granada: Comares, 2020.
- Die Kraft der Kunst, Berlin: Suhrkamp 2013.
- Kritik der Rechte, Berlin: Suhrkamp 2015, ISBN 978-3-518-58625-9.
- Am Tag der Krise. Kolumnen, Berlin: August Verlag 2018, ISBN 978-3-941360-62-4.
- Autonomie und Befreiung. Studien zu Hegel, Berlin: Suhrkamp 2018, ISBN 978-3-518-29866-4.
- (u. a.) "Law and Violence. Christoph Menke in Dialogue", Manchester: Manchester University Press, 2018, ISBN 978-1-5261-0508-0.
- Theorie der Befreiung, Berlin: Suhrkamp 2022, ISBN 978-3-518-58792-8.

Herausgeberschaften
- (Hg. mit Martin Seel): Zur Verteidigung der Vernunft gegen ihre Liebhaber und Verächter, Frankfurt a. M.: Suhrkamp 1993
- (Hrsg.): Paul de Man, Die Ideologie des Ästhetischen, Frankfurt a. M.: Suhrkamp 1993
- (Hg. mit Andrea Kern): Philosophie der Dekonstruktion. Zum Verhältnis von Normativität und Praxis, Frankfurt a. M.: Suhrkamp 2002
- (Hg. mit Joachim Küpper): Dimensionen ästhetischer Erfahrung, Frankfurt a. M.: Suhrkamp 2003
- (Hg. mit Eckart Klein): Menschenrechte und Bioethik, Berlin: Berliner Wissenschaftsverlag 2004
- (Hg. mit Eva Horn, Bettine Menke): Literatur als Philosophie – Philosophie als Literatur, München: Fink 2005; Google Bücher
- (Hg. mit Bettine Menke): Tragödie. Trauerspiel. Spektakel. Theater der Zeit, Berlin 2007, ISBN 978-3-934344-85-3.
- (Hg. mit Juliane Rebentisch): Kreation und Depression. Freiheit im gegenwärtigen Kapitalismus, Kulturverlag Kadmos, Berlin 2011, ISBN 978-3-86599-126-3